# Burg (Obergünzburg)
Burg ist ein Gemeindeteil des Marktes Obergünzburg im schwäbischen Landkreis Ostallgäu.

## Lage
Das Dorf liegt im Tal der östlichen Günz und auf den umgebenden Hochflächen in einer Höhenlage von 700 bis 900 m ü. NHN unmittelbar nördlich von Obergünzburg.

## Geschichte
Seit dem Reichsdeputationshauptschluss von 1803 gehört der Ort zu Bayern. Im Jahr 1818 entstand durch das bayerische Gemeindeedikt die Gemeinde Burg mit Becherer (mit Habersburg verbunden), Berg, Bichtholz, Burgstall, Freien, Greggen, Habersberg, Hartmannsberg, Liebenthann (Ziegler), Liebenthann-Mühle, Litzen, Schoner, Seesen und Wolfartsberg. Im Zuge der Gebietsreform in Bayern wurde am 1. Januar 1972 neben der Gemeinde Willofs auch die Gemeinde Burg nach Obergünzburg eingegliedert.

## Sehenswürdigkeiten/Freizeit
- Teufelsküche bei Seesen
- Liebenthann-Mühle an der östlichen Günz

## Infrastruktur
Die Wassergemeinschaft Burg versorgt die Orte Burg und Litzen mit einer Wasserversorgungsanlage westlich von Burg bei Litzen; es besteht ein knapp 10 ha großes Wasserschutzgebiet.